# Tighennif
Tighennif è un comune dell'Algeria, situato nella provincia di Mascara.

## Sport

### Calcio
A Tighennif ha sede la squadra dell'IS Tighennif, fondata nel 1945.